# Nashwauk
Nashwauk est une ville située dans le comté d'Itasca, dans l’État du Minnesota, aux États-Unis.
L'U.S. Route 169 et la Minnesota State Highway 65 sont deux des principales routes traversant Nashwauk.